# Acer mono
Acer pictum subsp. mono là một loài thực vật có hoa trong họ Bồ hòn. Loài này được Maxim. mô tả khoa học đầu tiên năm 1857.

## Hình ảnh

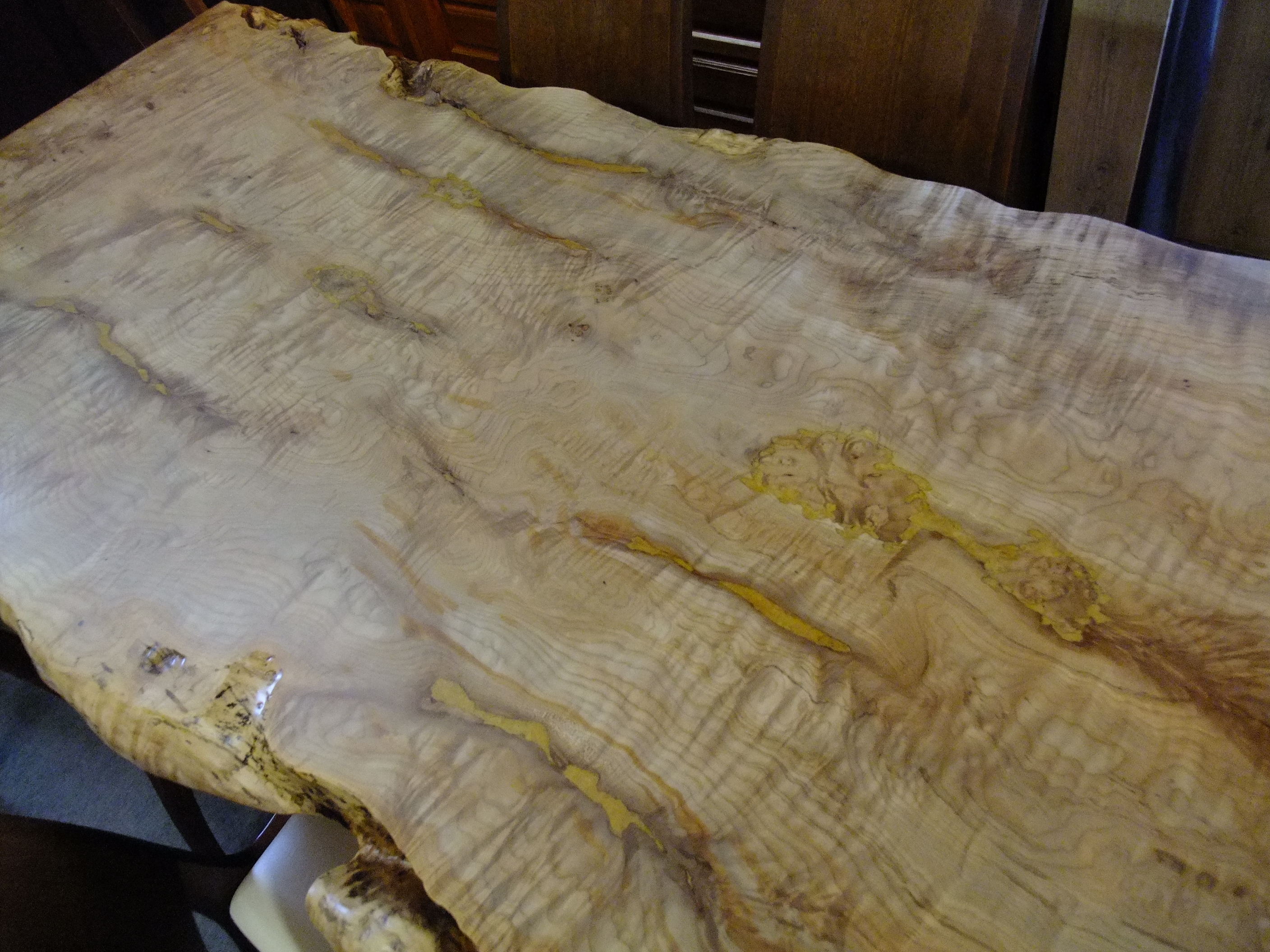
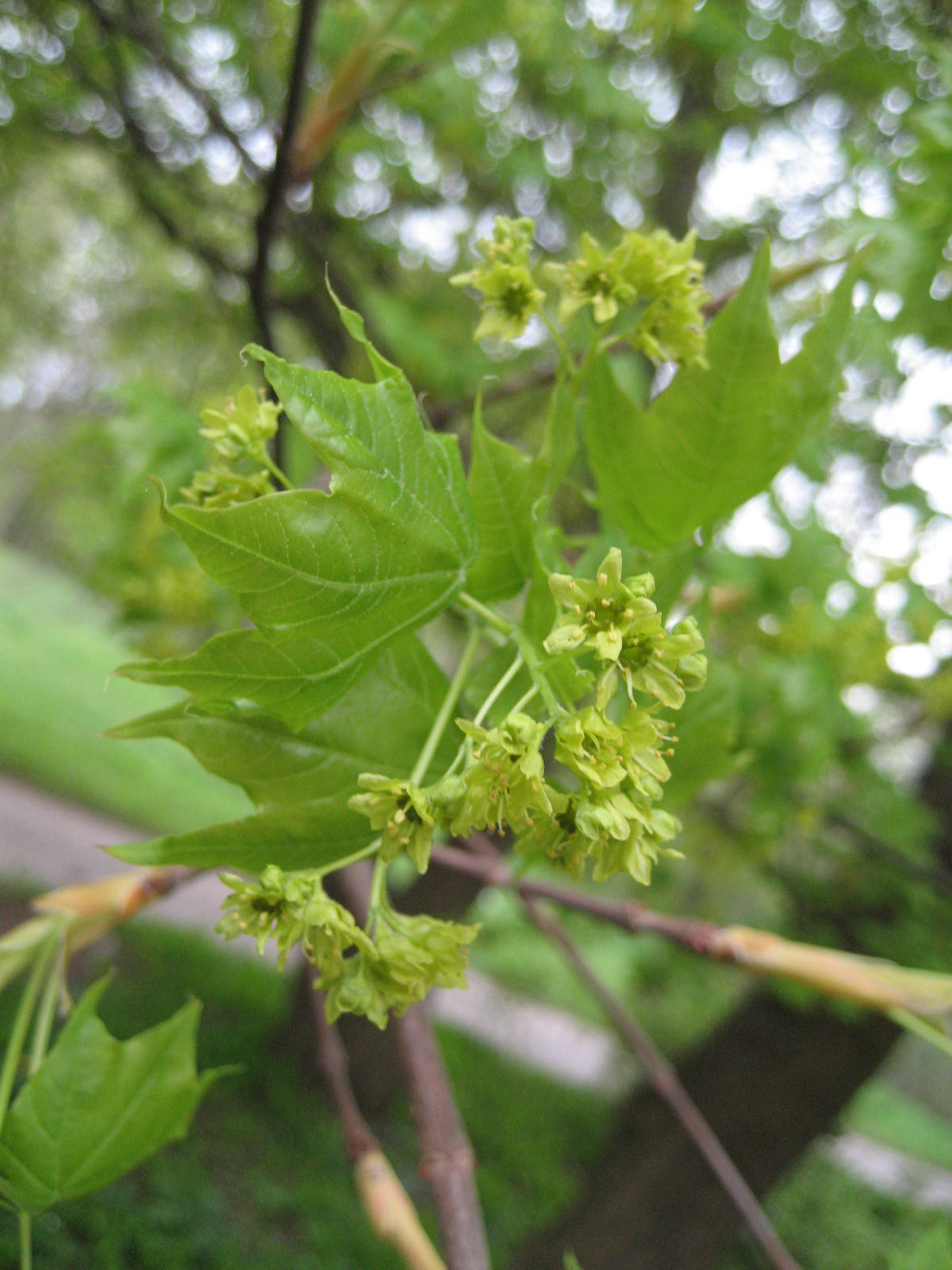
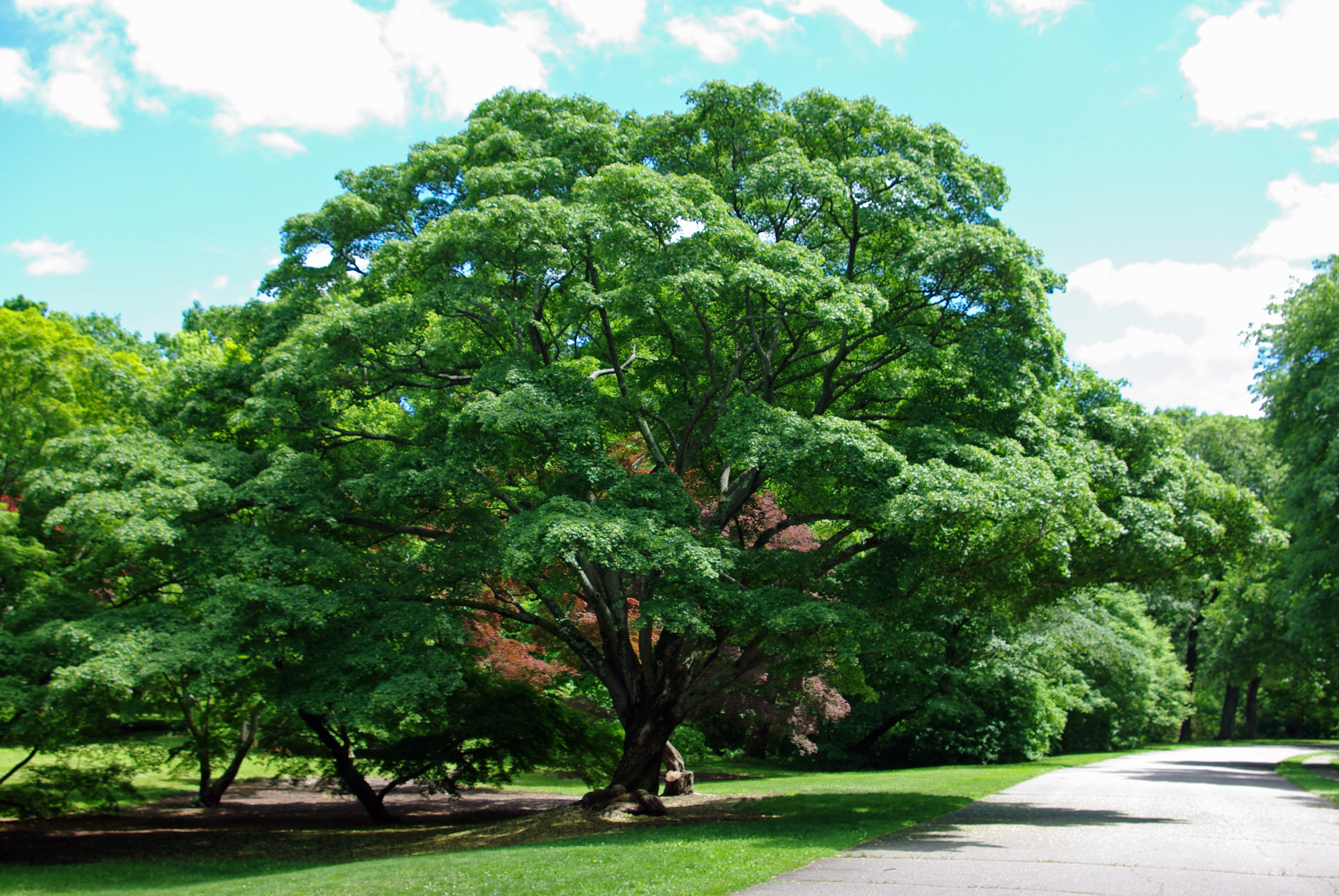